# Wallfahrtskirche Maria Laach

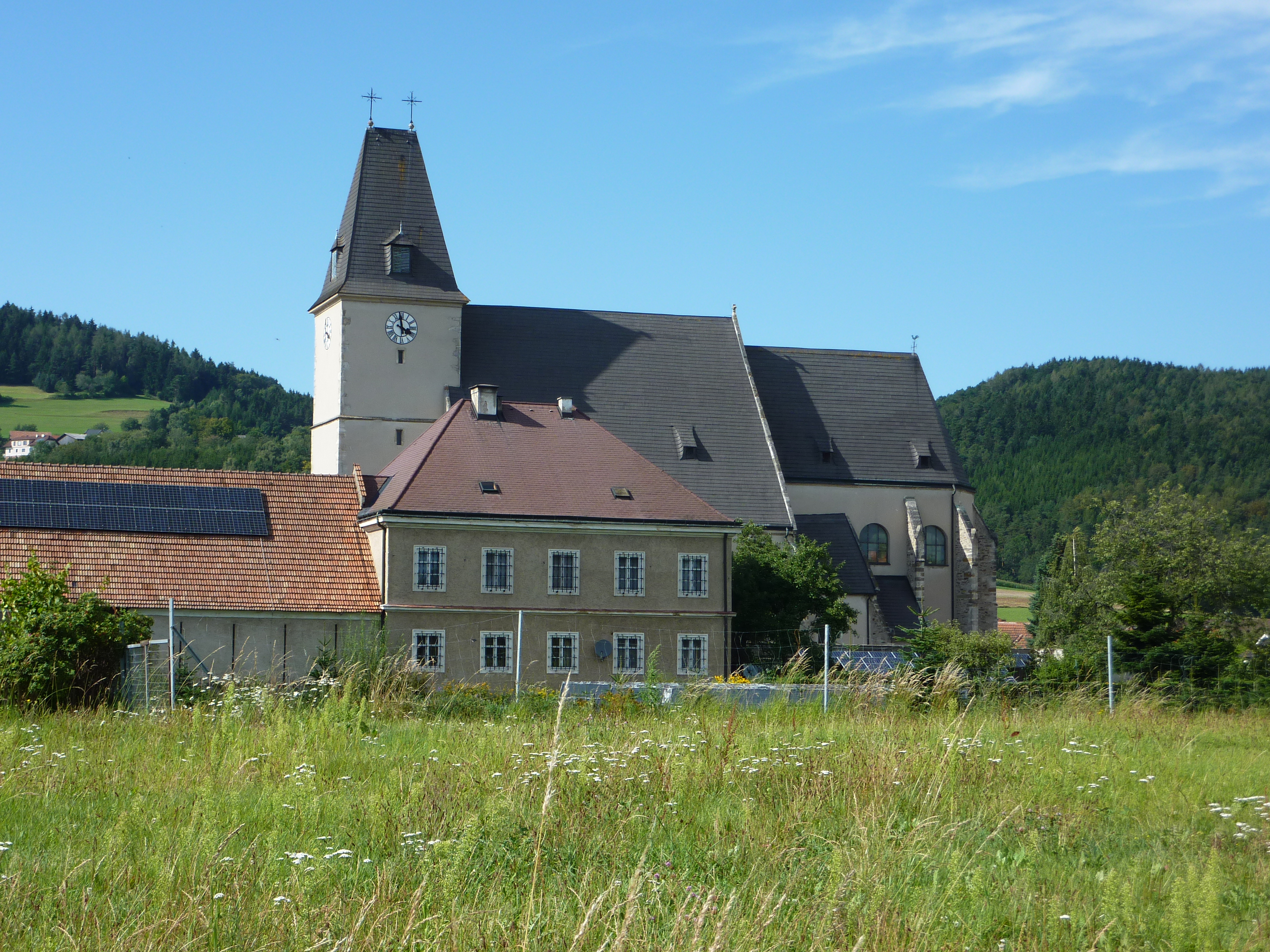
Wallfahrtskirche Maria Laach

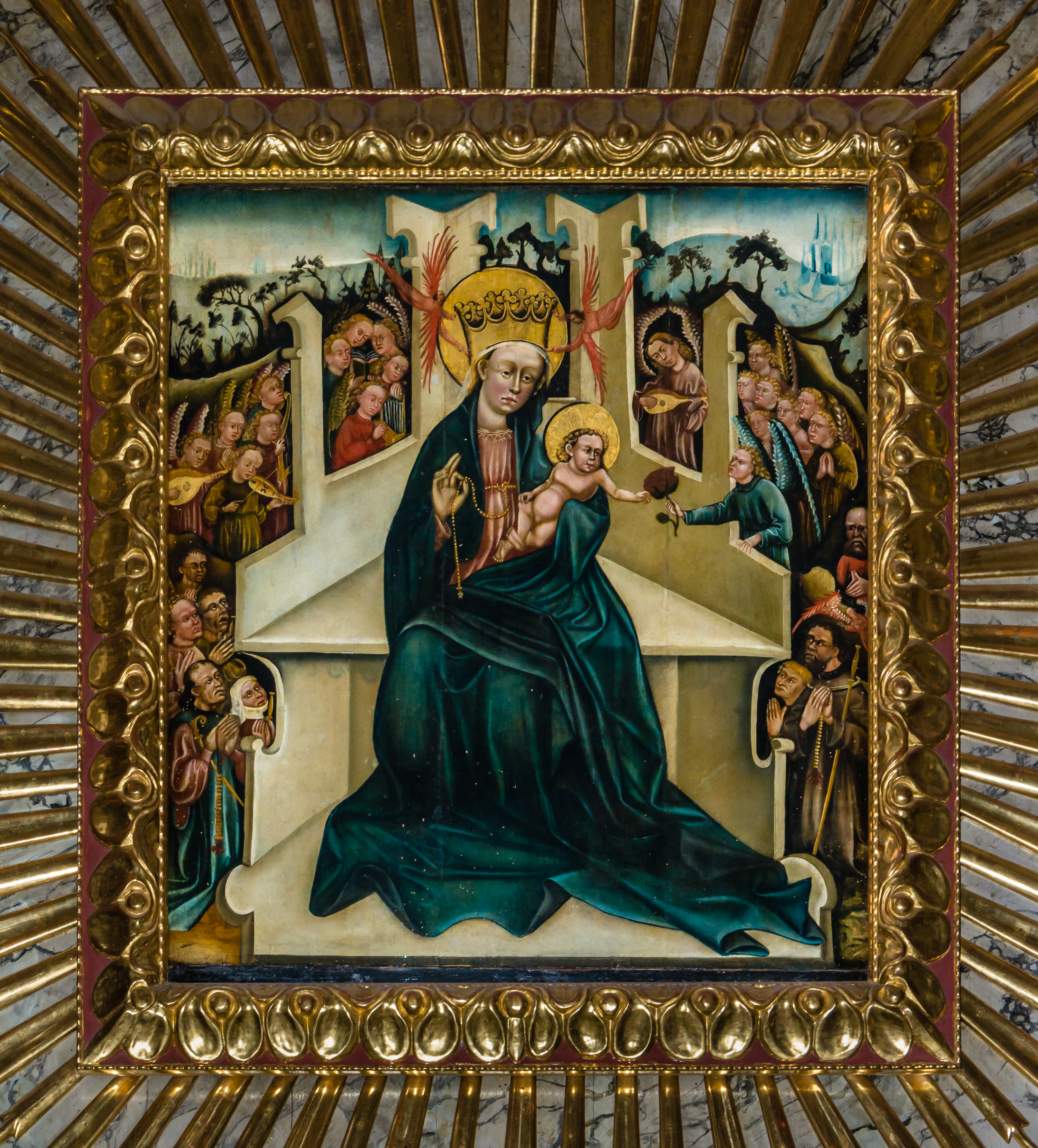
Gnadenbild Unsere Liebe Frau sechs Finger

Die Wallfahrtskirche Maria Laach ist eine nach Nordosten ausgerichtete, Mariä Heimsuchung geweihte, römisch-katholische Pfarrkirche am südlichen Ortsrand von Maria Laach am Jauerling, in Niederösterreich. Sie wird wegen einer Besonderheit der Mariendarstellung auf dem Gnadenbild des linken Seitenaltares im Volksmund auch als Kirche „Unserer Lieben Frau sechs Finger“ bezeichnet.
Sie gehört zum Dekanat Spitz der Diözese Sankt Pölten und steht unter Denkmalschutz (Listeneintrag).
Die in einer Seehöhe von 591 Meter (nach anderen Quellen 644 Meter) stehende, von einem Friedhof umgebene Kirche ist eine monumentale spätgotische Pseudobasilika aus dem späten 15. Jahrhundert mit Westturm und Chor vom Ende des 14./Anfang des 15. Jahrhunderts.

## Geschichte

### Pfarrgeschichte
Im Jahre 1263 wurde erstmals eine Kapelle urkundlich erwähnt, die im Jahre 1336 als Filiale von Weiten aufscheint. 1362 wurde in Maria Laach eine Marienkapelle genannt. In einem Prozessakt aus dem Jahre 1367 ist zu lesen, dass das gestohlene Melker Kreuz hinter dem Marienaltar der Kirche von Maria Laach versteckt worden war. Im Jahre 1432 ging Maria Laach im Zuge der Inkorporation von Weiten an das Kollegiatstift Vilshofen in Bayern. Dieses verpflichtete sich im Jahre 1462, in der Kirche einen Kaplan zu halten.

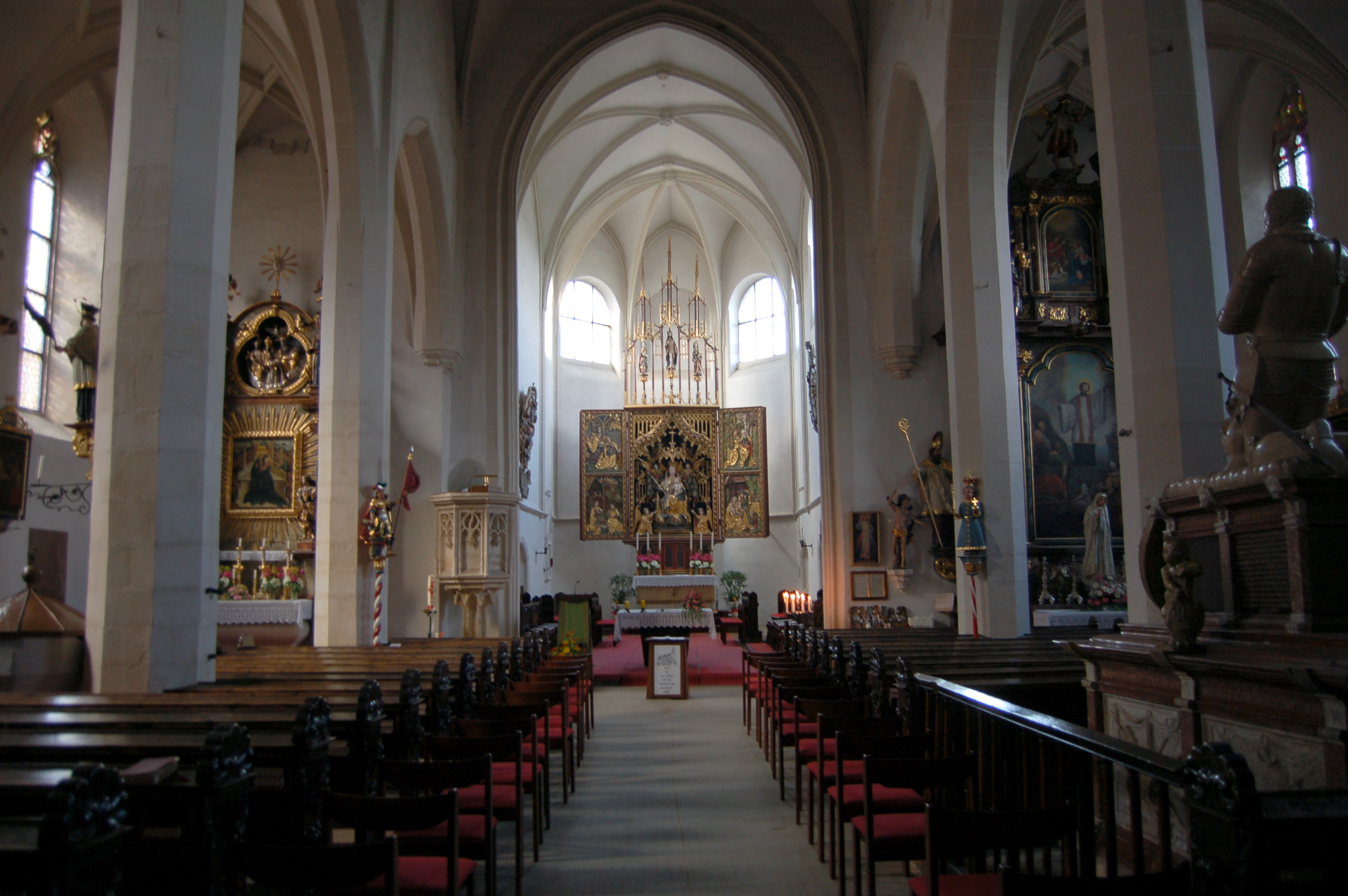
Innenraum, Ansicht nach Nordosten

Während der Reformation waren zwischen 1562 und 1627 die protestantischen Herren von Kuefstein Patronatsherren, die hier die Begräbnisstätte ihres Geschlechtes einrichteten. Dieses Patronat war zwischen den Kuefsteins und der Kirche von Weiten umstritten. Im Jahre 1574 baute ein protestantischer Pfarrer den alten Pfarrhof. Der ältere Teil der heutigen Sakristei aus der gleichen Zeit wurde für die wenigen Katholiken erbaut, die nicht konvertiert waren. Maria Laach wurde im Jahre 1580 herrschaftliche Pfarre.
Nach der Konversion von Johann Ludwig von Kuefstein wurde Maria Laach Vikariat von Weiten. Im Jahre 1634 erhielt Maria Laach einen neuen Pfarrhof und ein katholischer Priester trat seinen Dienst an.
Im Jahre 1680 kam es in der Gegend zu einer Pestepidemie und die Bevölkerung des südlichen Waldviertels begann nach Maria Laach zu pilgern, ein Brauch, der sich bis heute erhalten hat. Dies führte dazu, dass im Jahre 1688 die Pfarrerhebung erfolgte. Nach der wundertätigen Heilung eines blinden Kindes im Jahre 1719 vergrößerte sich der Pilgerstrom und seit Anfang des 18. Jahrhunderts ist Maria Laach Wallfahrtskirche.

### Baugeschichte
Genaue Aufzeichnungen über die frühe Baugeschichte existieren nicht. Die Proportionen und die Rippenprofile des Chorgewölbes deuten darauf hin, dass dies der älteste Bauteil ist, der vermutlich gegen Ende des 14. Jahrhunderts entstanden ist. Ende des 15. Jahrhunderts erfolgte die Einwölbung des dreischiffigen Langhauses mit dem staffelförmig erhöhten Mittelschiff, was aus einer Datierung mit „1496“ im linken Seitenschiff hervorgeht. Im Jahre 1512 erhielt die Kirche ihren Westturm.

## Baubeschreibung

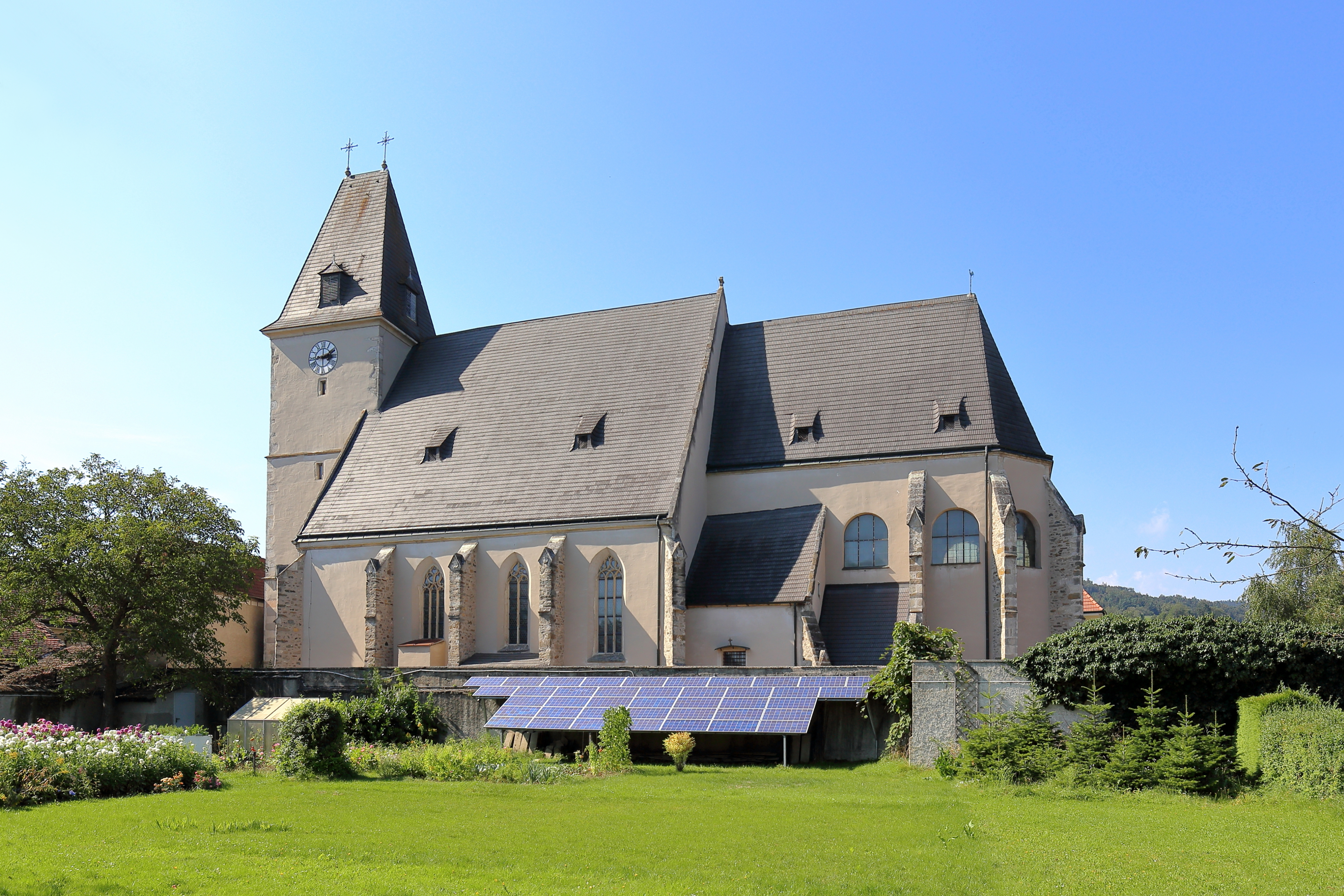
Südostansicht der Pfarr- und Wallfahrtskirche

### Außen
Das vierjochige Langhaus mit zweifach abgetreppten Strebepfeilern liegt unter einem steilen Satteldach. Die zwei- und dreibahnigen Spitzbogenfenster sind mit teilweise erneuertem Dreipass-, Vierpass- und Fischblasenmaßwerk ausgestattet. Der eingezogene, zweijochige Chor hat einen Fünfachtelschluss und eine etwas niedrigere Firstlinie als das Langhaus. Er verfügt über zweifach abgetreppte Strebepfeiler und ein umlaufendes Kaffgesims. Im Süden liegt ein spätgotischer Sakristeianbau. Dem Langhaus ist westlich ein monumentaler dreigeschoßiger Turm mit steilem Walmdach vorgestellt.

### Innen

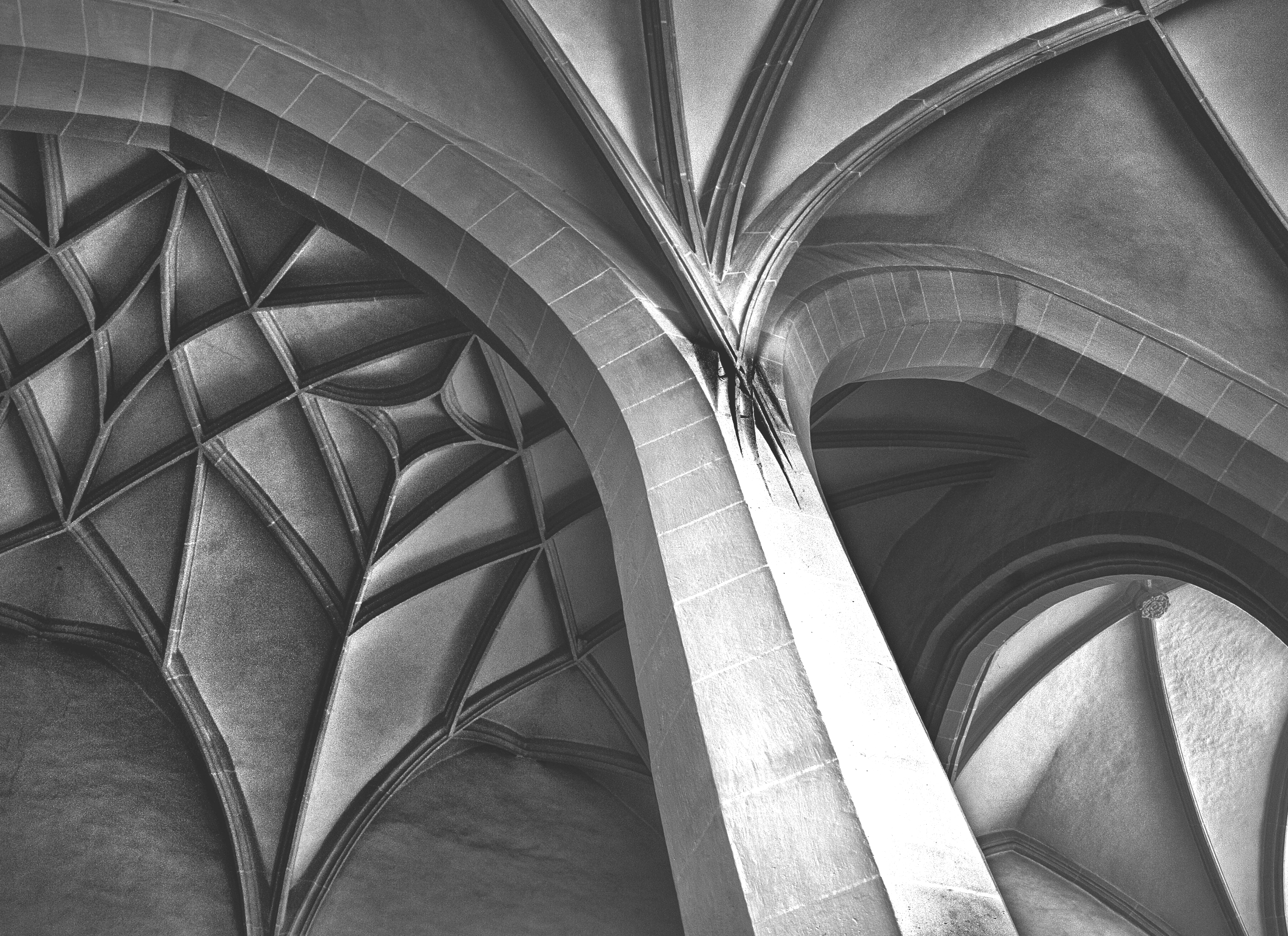
Verbindung vom Haupt- zum Seitenschiff im Gewölbebereich

Das Mittelschiff wird durch ein kleinteiliges, jochübergreifendes Netzrippengewölbe abgeschlossen, das zum Teil über geschwungene Rippen verfügt. Mit den schmäleren Seitenschiffen ist es durch hohe Spitzbogenarkaden auf schlanken Achtkantpfeilern verbunden. In der Mitte befindet sich ein großer Ring mit einem Heiliggeistloch.
Das nördliche Seitenschiff ist von einem großteiligen Netzrippengewölbe in Rautenform auf polygonalen Konsolen, das südliche Seitenschiff von einem kleinteiligen Netzrippengewölbe mit durchkreuzten Anläufen überwölbt.
Ein leicht eingezogener spitzbogiger Triumphbogen bildet den Übergang vom Mittelschiff zum zweijochigen Chor aus der Zeit um das Jahr 1400. Der Chor wird von einem Kreuzrippengewölbe mit reliefierten Schlusssteinen abgeschlossen, das auf Bündeldiensten über einem Kaffgesims ruht. Im Chor befinden sich vier profilierte Segmentbogennischen und eine Sakramentsnische mit Spitzgiebelaufsatz und Blendfialen, welche durch ein zartes Schmiedeeisengitter mit Rosetten und Lilien verschlossen ist.
Die dreischiffige Orgelempore aus der Zeit um das Jahr 1500 ist im westlichen Joch eingestellt und öffnet sich zum Langhaus hin in weiten profilierten Spitzbögen. Die dreizonige zarte Maßwerkbrüstung ist reich variiert: Sie ist links in ineinandergreifenden Wellenformen und rechts in Halbkreisformen durchbrochen. Die Mittelzone ist mit reichlichem Blendmaßwerk in Drehwirbel- und Fischblasenformen und vielfach gegliederten Mittelrosetten ausgestattet. Die Unterwölbung ist als Netzrippengewölbe mit teils durchgesteckten Rippen und Rosettenschlusssteinen ausgeführt. Der seitliche Aufgang vom linken Seitenschiff hat ein Vorhangportal in reicher Stabprofilierung und Kerbschnittverzierung, der Turmaufgang auf der rechten Seite wird durch ein verstäbtes Schulterbogenportal erschlossen.
Die Turmvorhalle hat ein vielfach profiliertes Schulterbogenportal aus der Zeit um das Jahr 1500 und wird von einem Rippengewölbe mit einem achtzackigen Rautenstern aus durchgesteckten Rippen abgeschlossen.

## Ausstattung

### Flügelaltar

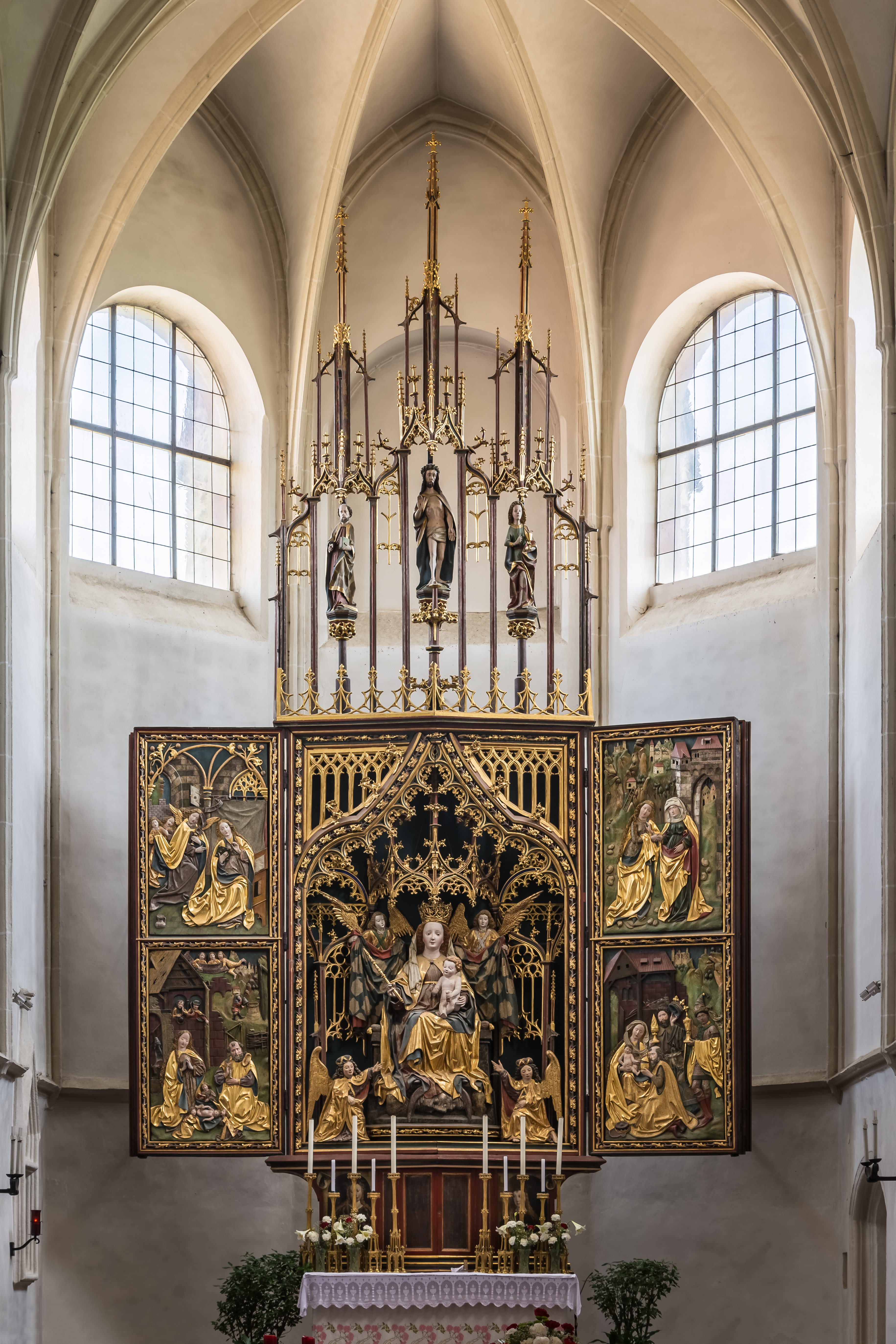
Der Flügelaltar

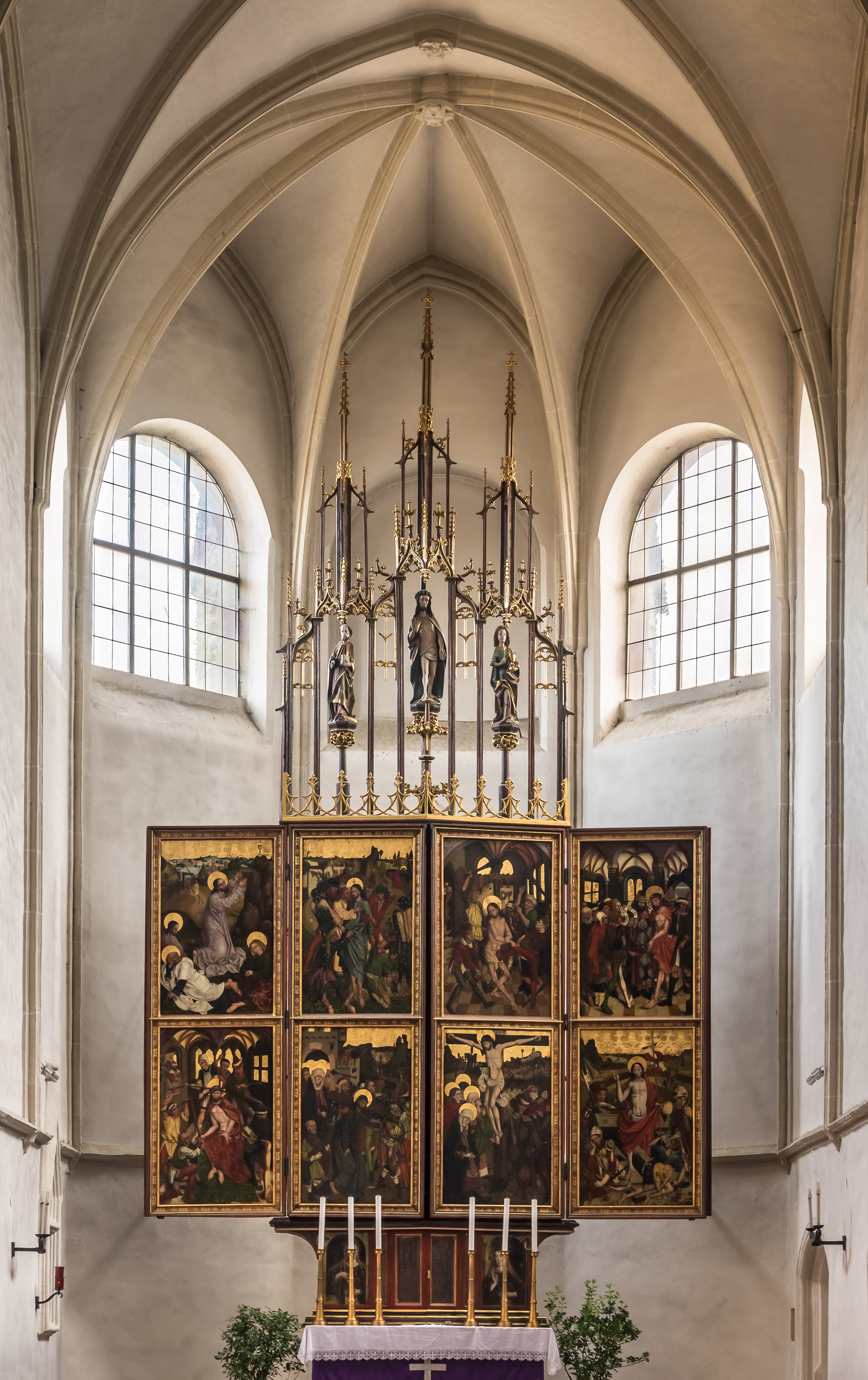
Der Flügelaltar mit geschlossenen Innenflügeln (Sonntagsseite)

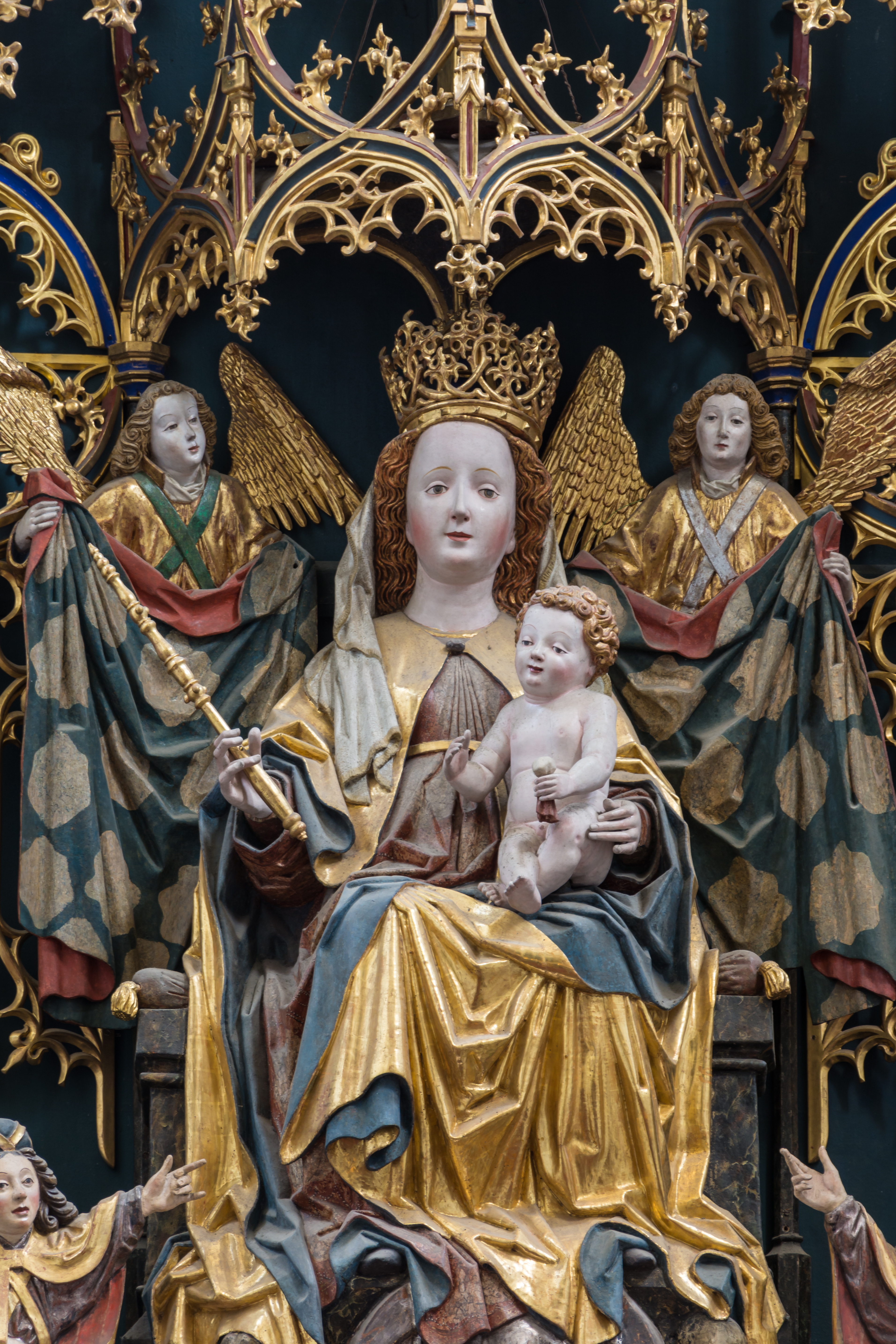
Thronende Madonna mit Kind am Flügelaltar

Der spätgotische Doppelflügelaltar aus dem Jahre 1480 stellt eines der wenigen vollständig erhaltenen Mal- und Schnitzwerke aus dieser Zeit in Österreich dar und hat gegenüber den spätgotischen Bilderwänden von Zwettl oder Mauer noch eine konservative Anordnung. Der Altar wird der Passauer Donau-Kunstschule zugeschrieben. Stephan Kriechbaum soll der Meister sein.
In einem Schrein thront in einen goldenen Mantel gehüllt unter einem mächtigen Kielbogenbaldachin Maria mit dem Jesuskind im Schoß als Himmelskönigin mit Zepter und Krone dargestellt. Zu ihren Füßen liegt eine mit einem Gesicht versehene nach unten geschwungene Mondsichel. Zwei flankierende Engel im Hintergrund halten eine Draperie, zwei weitere kniende Engelsfiguren flankieren den Thron und huldigen der Himmelskönigin. Der Kielbogen durchbricht die obere Begrenzung des Schreins und wird von einer bereits außerhalb des Schreines liegenden Kreuzblume bekrönt, welche die Überleitung zu einem Gesprenge bildet und als Konsole für eine Statue des Christus Salvator dient. Zwei weitere Statuen im Gesprenge flankieren die Christusstatue und stellen die Heiligen Johannes der Täufer und Paulus dar. Das Gesprenge besteht aus Fialen, Kreuzblumen, Kielbogen- und Dreipassformen. Die architektonischen Gliederungselemente sind polychromiert und zum Teil vergoldet. Die Rückseite des Thrones und die Altarrückseite sind mit „1480“ bezeichnet.
Die Predella mit dem Tabernakel ist reich bemalt und trägt an der Vorderseite Halbfiguren der Heiligen Maria Magdalena und Ursula. Beide Bilder zeigen am äußeren oberen Rand ein Wappen mit einem aus einer Krone herausragenden Hundekopf. Im geöffneten Tabernakelschrein sind Halbfiguren der Maria Magdalena, Josef von Arimathäa, Nikodemus und Johannes nach der Kreuzabnahme. Je ein Prophet ist an den Schmalseiten und zwei Engel mit dem Schweißtuch der Veronika befinden sich an der Rückseite.
An den Flügeln befinden sich innen vier Holzreliefs mit Motiven der „Verkündigung“, „Heimsuchung“, „Geburt Christi“ und der „Anbetung der Könige“. Die Reliefs sind mit zahlreichen architektonischen und figuralen Details der Hintergrunddarstellungen ausgeführt. Die in Tempera gemalten Flügel, eines der wenigen Exemplare, die in ihrem ganzen Umfang erhalten sind, zeigen in halb geöffnetem Zustand Szenen aus der Passion und in geschlossenem Zustand Szenen aus dem Leben Mariens. Die Darstellungen zeigen detailreich gestaltete Architektur- und Landschaftshintergründe mit zahlreichen Figuren in kräftigen Farben. Der Himmel besteht zum Teil aus punziertem Goldgrund. Aus der Passion sind „Christus am Ölberg“, der „Judaskuss“, die „Geißelung“, „Ecce homo“, die „Dornenkrönung“, die „Kreuztragung“, die „Kreuzigung“ und die „Auferstehung Jesu Christi“ dargestellt. Aus dem Leben Mariens sind die „Beschneidung des Herrn“, die „Darstellung Mariens im Tempel“, die „Krönung Mariens“ und der „Marientod“ dargestellt.

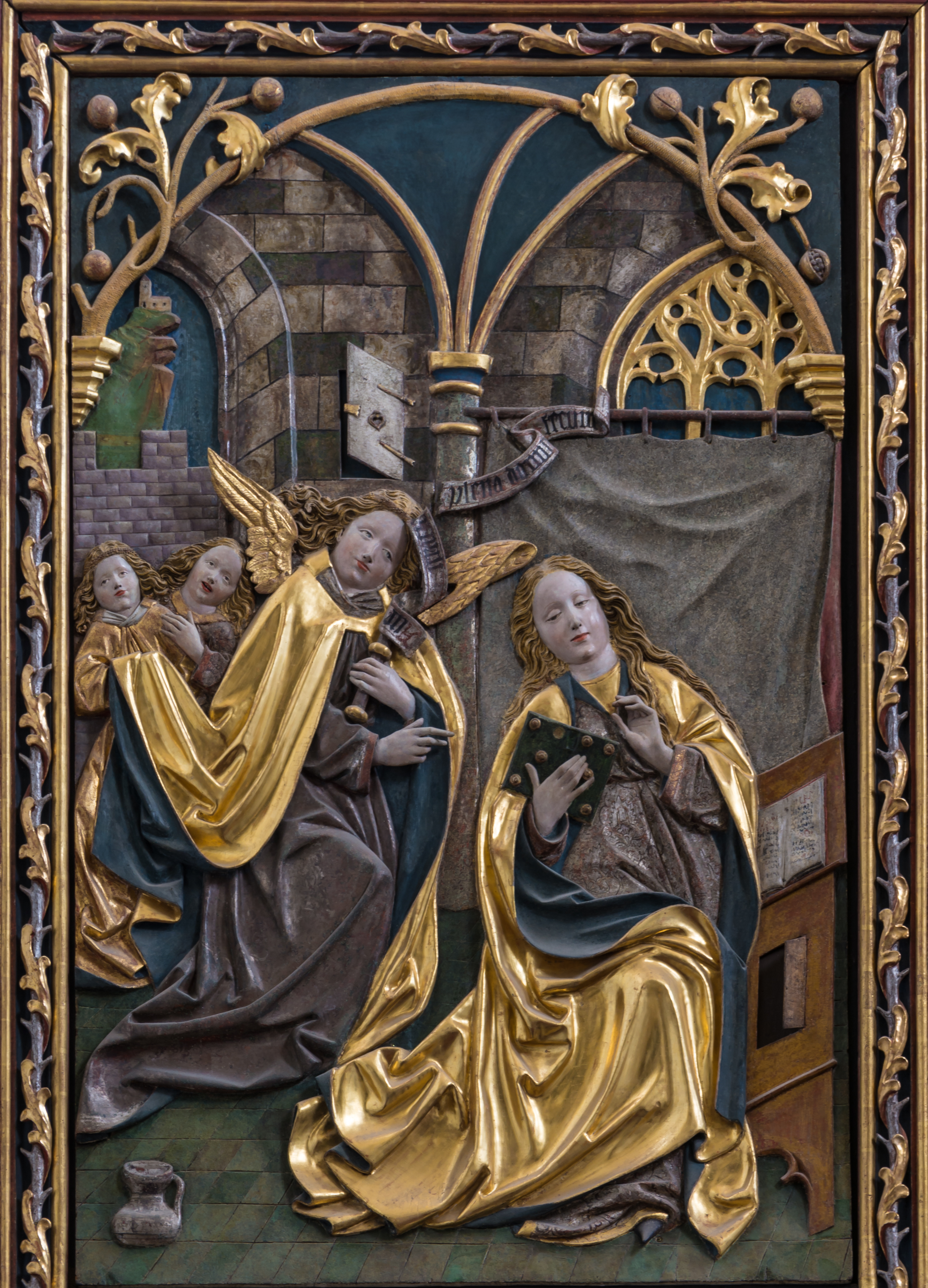
Flügelrelief Verkündigung
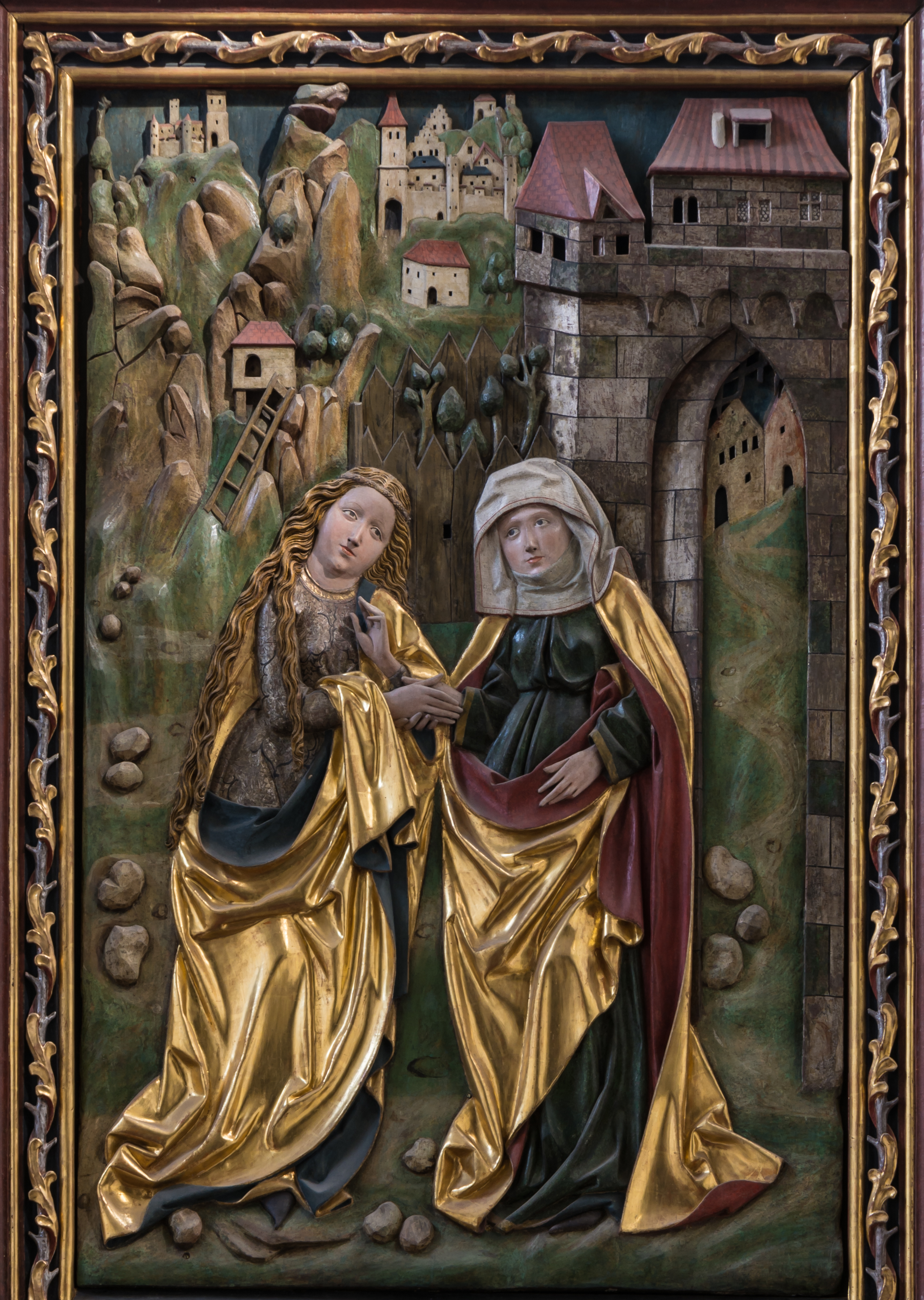
Flügelrelief Heimsuchung
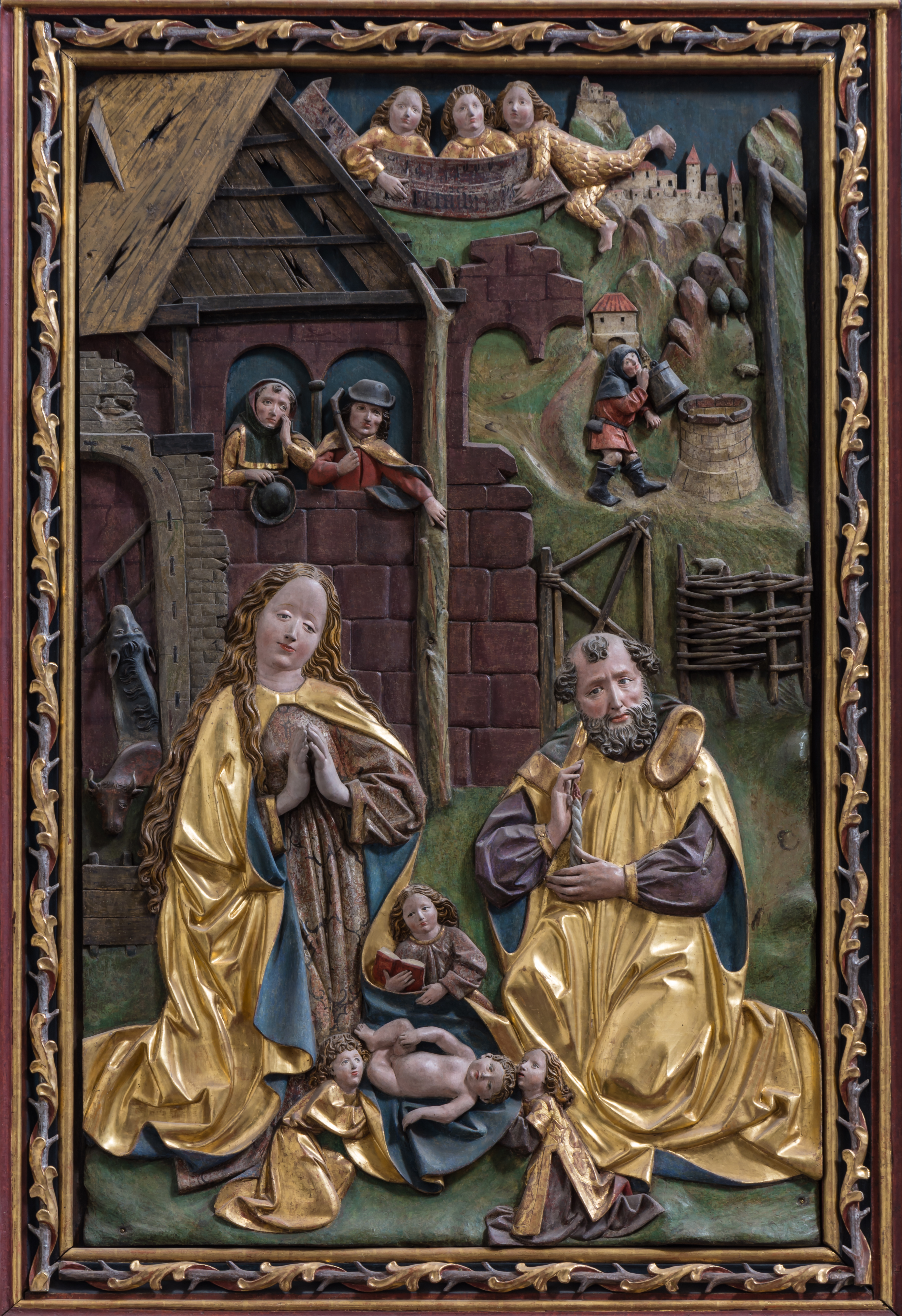
Flügelrelief Geburt Christi
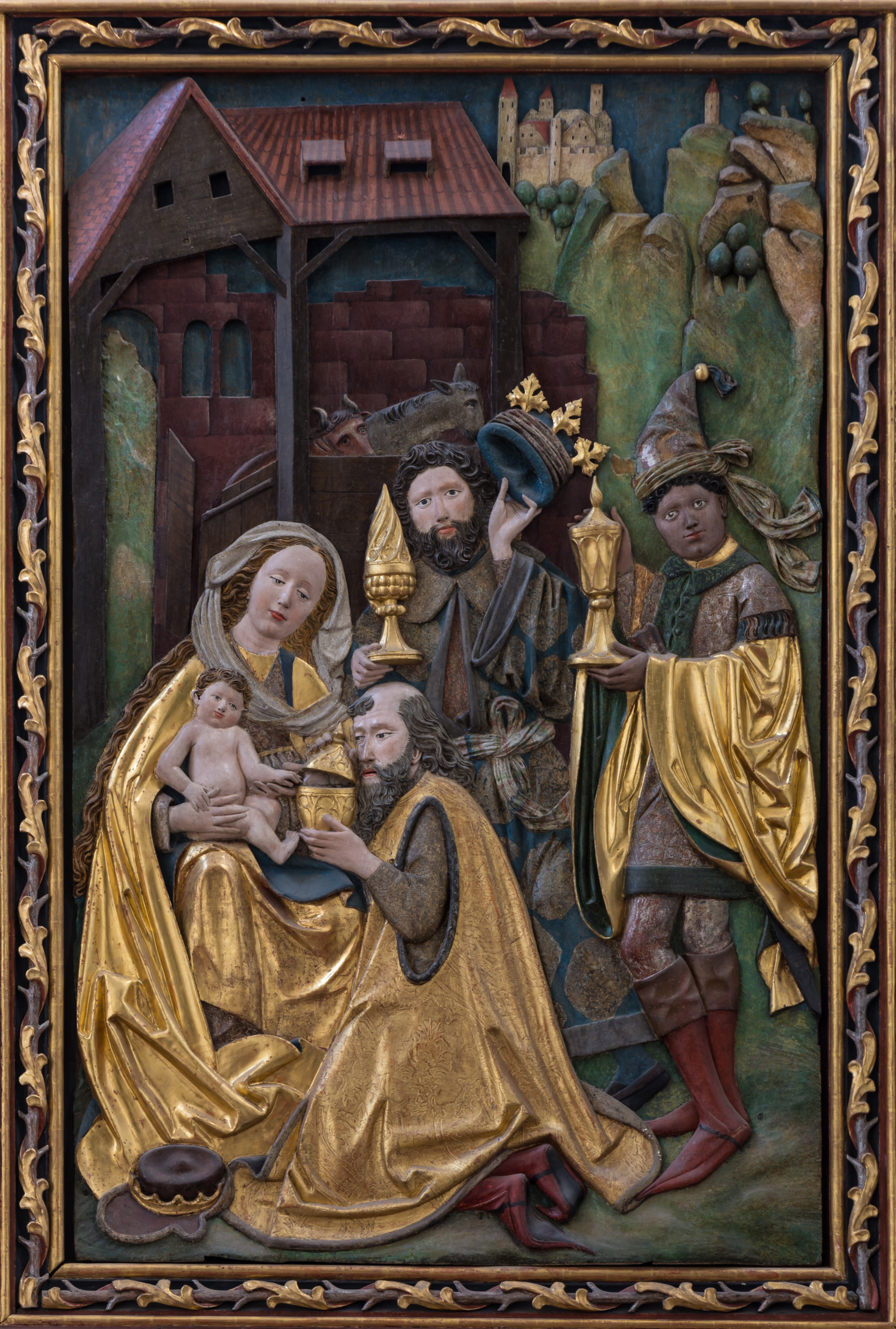
Flügelrelief Anbetung der Könige
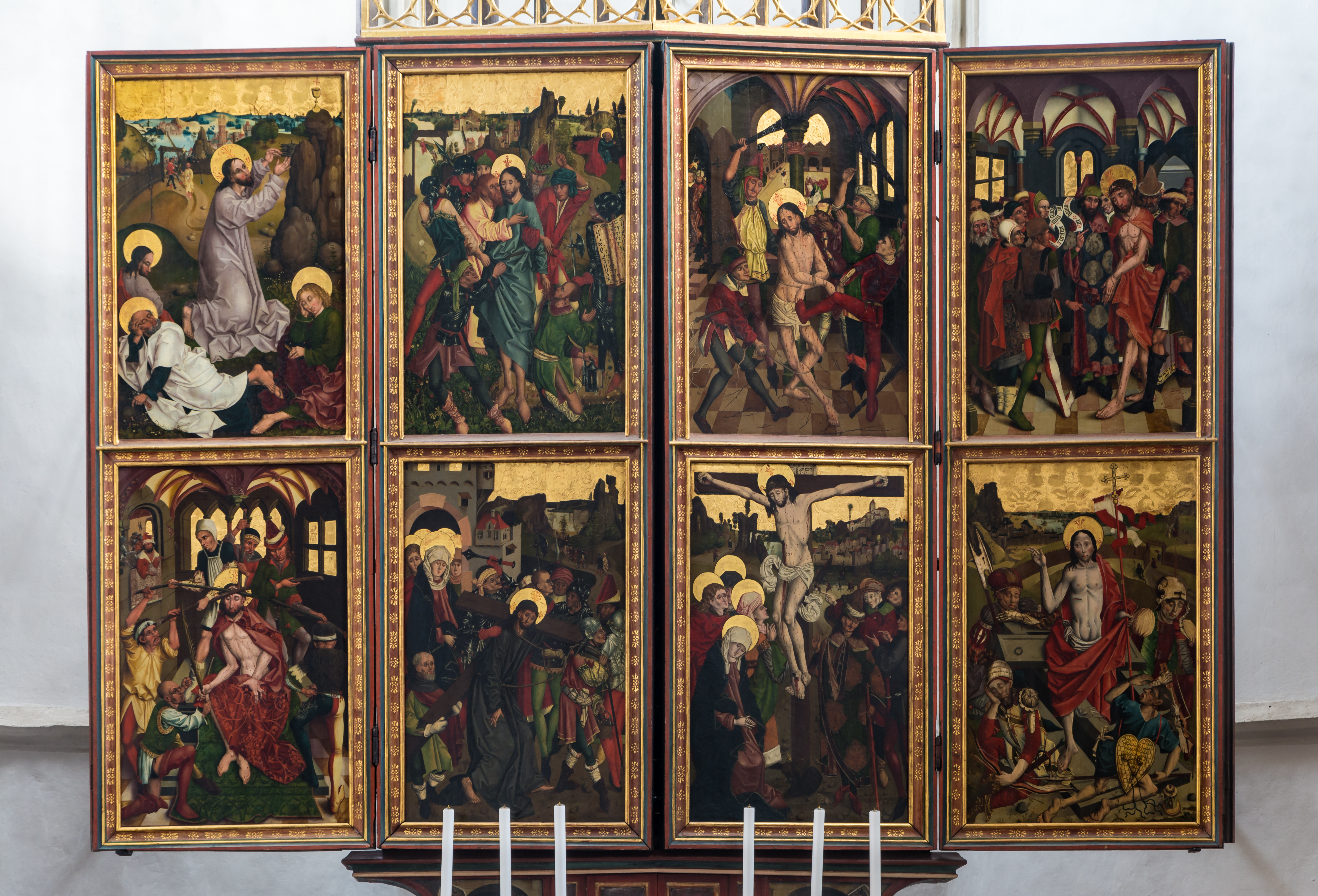
Passionsbilder

Im Jahre 1979 erfolgte eine umfassende Restaurierung und Konservierung des Altares. Dabei wurden die ursprünglichen Schleierbretter am Schrein wieder angebracht, spätere Übermalungen entfernt, die Verzierungen am äußeren Rand bearbeitet und das Gesicht Mariens im Schrein erhielt einen milderen Ausdruck.

### Linker Seitenaltar
Das Altarretabel des als „Gnadenbildaltar“ bezeichneten Altares aus der zweiten Hälfte des 17. Jahrhunderts mit gedrehten Säulen, Blattwerkdekor und einem Rundbogenaufsatz wurde im ersten Viertel des 18. Jahrhunderts verändert. Es trägt Statuen der Heiligen Antonius der Große, Rochus, Barbara und der heiligen Katharina von Alexandria, zweier Mönche und Engel. Das gotische Altarbild aus der zweiten Hälfte des 15. Jahrhunderts ist in Tempera auf Holz gemalt. Es zeigt die thronende Maria mit dem Jesuskind. Die rechte Hand hat sechs Finger und hält einen Rosenkranz. Hinter dem Thron sind unten betende und oben musizierende Engel dargestellt.

### Rechter Seitenaltar
Das Doppelsäulenretabel auf hohem Sockel mit Aufsatz in gesprengtem Segmentbogengiebel stammt aus dem Ende des 17. Jahrhunderts / Anfang des 18. Jahrhunderts. Das Altarblatt dürfte aus dem 19. Jahrhundert stammen und den heiligen Franz Xaver darstellen. Das Aufsatzbild zeigt eine Verkündigungsszene aus dem Ende des 19. Jahrhunderts. Der Aufsatz trägt barocke Statuen der Heiligen Augustinus, Erasmus, Josef, Johannes, zweier Jesuitenheiliger und des heiligen Michael.

### Kunstwerke der Reformation

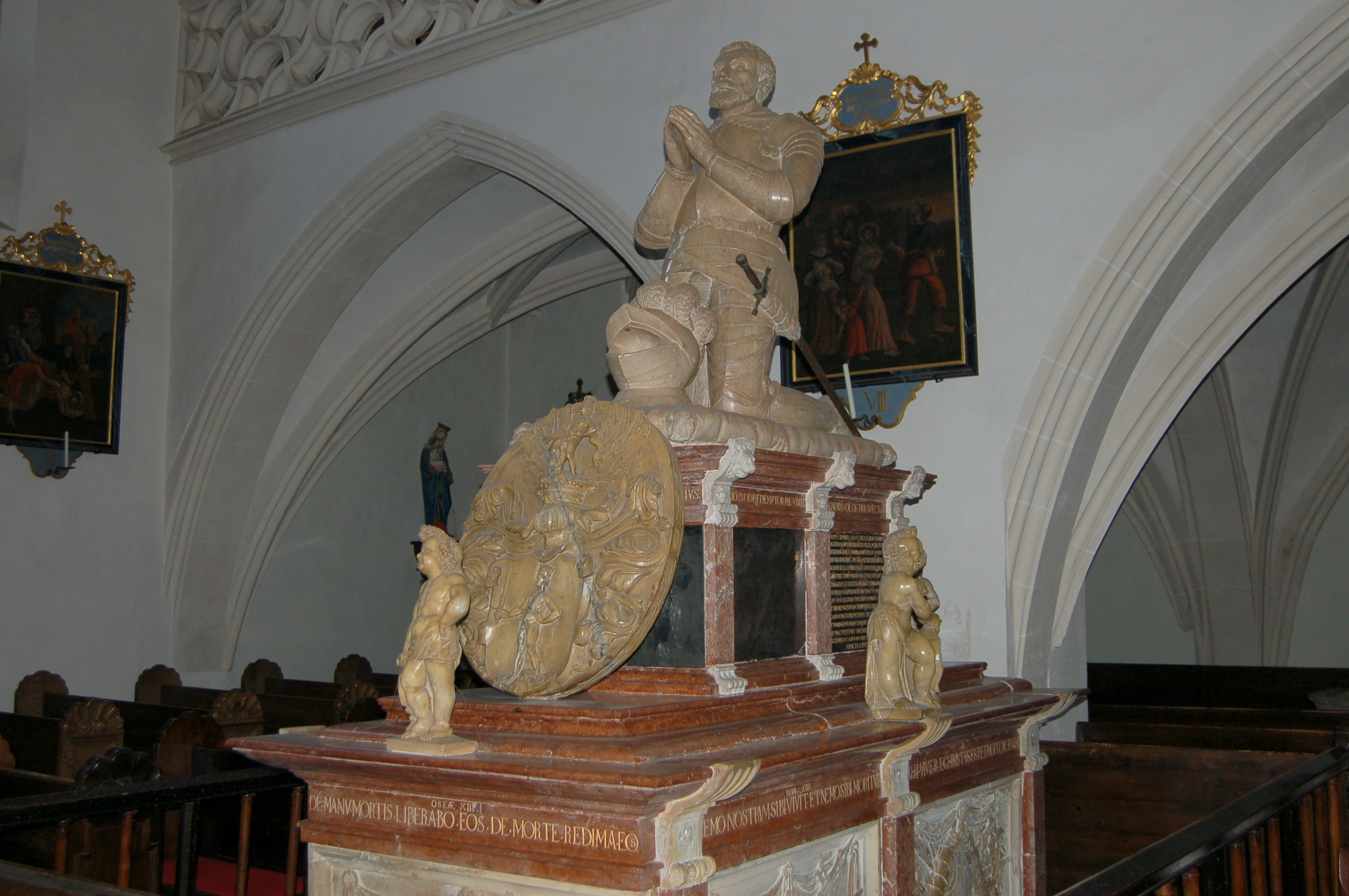
Kuefstein-Kenotaph

- Von Alexander Colin stammt die freistehende Tumba des Johannes Georg III. von Kuefstein, Freiherr von Greillenstein (1536–1603), die zwischen 1604 und 1607 geschaffen wurde. Das rechteckige monumentale Renaissance-Kenotaph besteht aus verschiedenfarbigem Marmor mit Alabasterreliefs und ist mit „1607“ bezeichnet. Die Darstellung der „Ewigen Anbetung“ erinnert an den knienden Kaiser Maximilian II. in der Innsbrucker Hofkirche von 1577 oder das Epitaph von Wolf Mathias Teufel in der Kirche in Winzendorf von 1587.[13]

Der Sockel ist mit Waffen, Trommeln, Lanzen, einem Türkenzelt, Kriegstrophäen und einem Landsknecht bei einer Kanone reich verziert. An den Seiten des Sockels, der eine Umschrift mit Bibelsprüchen hat, befinden sich Puttenfiguren mit Wappen in den Händen. Der Sockel trägt einen aufgesetzten rechteckigen Statuensockel, an dem vorne ein großer reliefierter Wappenschild der Kuefstein lehnt und dessen Deckplatte biografische Inschriften des Auftraggebers trägt und mit Löwenköpfen besetzt ist. Die Bekrönung bildet eine fast lebensgroße voll gerüstete betende Statue des Johannes Georg III., die auf einem Kissen kniet und dem Altar zugewendet ist. Vor der Figur ist das offene Visier abgestellt.
- Im Chor befindet sich das mit „1615“ bezeichnete Epitaph der Anna von Kuefstein, das frühbarocke Elemente mit der Form des gotischen Schreines verbindet. Am Mittelteil sind zarte korinthische Säulen mit reliefierten Wappenschildchen und gesprengtem Dreieckgiebel. Die seitlichen Nischenflanken haben Volutenrahmungen. Ein aus mehreren Platten zusammengesetztes Alabasterrelief von Alexander Colin zeigt die Auferstehung. Allegorische Figuren Hoffnung, Treue, Liebe und Geduld[10][Anm. 5] sind teilweise vollplastisch in feinen Abstufungen zum Hintergrund verlaufend dargestellt.
- Zu den Kunstwerken der Reformation zählen fünf monumentale Totenschilde der Familie Kuefstein:

1. Der Totenschild des Johann Georg († 1603) zeigt das Kuefsteinwappen mit Umschrift in einem reichen Rollwerkrahmen.
2. Der ovale polychromierte Schild des Hans Wilhelm († 1607)[Anm. 6] hat eine Roll- und Beschlagwerkrahmung. Das Mittelwappen ist von einem Kranz aus Waffen und reliefierten Wappen umgeben. Unten befindet sich eine Inschriftentafel mit Rollwerkrahmen.
3. Der Schild von Johann Jakob († 1609) hat eine Inschrift, die von einem Kranz aus Wappenschildchen umgeben ist.
4. Der ovale Schild der Clara Domenica, geborene Puchheim († 1618), hat kleine reliefierte Wappen, Aufsatzfiguren der Liebe und Treue und trägt eine lange Inschrift.
5. Der prunkvolle polychromierte Schild des Hans Wilhelm († 1628)[Anm. 7] hat in der Mitte das Kuefsteinwappen mit Umschrift, das von reliefierten Trophäen umrahmt ist.

### Sonstige Ausstattung
Die achtseitige spätgotische Steinkanzel aus der Zeit um das Jahr 1500 ruht auf einem Pfeiler mit tiefer Kehlung, der im Sockelbereich mit Eichenblattlaub und verstäbten Kielbogen versehen ist. Sie hat einen polygonalen Korb mit Stabrahmung auf gedrehten kleinen Sockeln. Die Rechteckfelder des Korbes haben lateinische Inschriften in gotischer Schrift und sind mit Blendmaßwerk in Fischblasen- und Dreipassformen sowie Krabben versehen.
Eine realistische überlebensgroße spätgotische Darstellung des sterbenden Christus mit wehendem Lendentuch aus der Zeit um 1510/1520 befindet sich an einem monumentalen Kreuz vom Anfang des 20. Jahrhunderts. Das Kunstwerk wurde im Jahre 1979 restauriert und hat stilistische Ähnlichkeit mit den spätgotischen Kreuzen in der Kapelle der Pfarrkirche Spitz, der Pfarrkirche in Loiben und im Dom von Wiener Neustadt.
Ein ovales gebuckeltes Taufbecken auf einem Balusterfuß aus dem 17. Jahrhundert, ein spätgotisches zehnseitiges auf massivem Schaft ruhendes Becken und die Kirchenbänke mit muschelbekrönten Wangen und Knorpelwerkschnitzerei aus der Mitte des 17. Jahrhunderts gehören zur sonstigen Ausstattung. Der einfache spätmittelalterliche Opferstock, ein Prager Jesulein aus dem 18. Jahrhundert, die Statuette des heiligen Florian auf einer Vortragestange aus der ersten Hälfte des 18. Jahrhunderts und die Kreuzwegbilder aus dem Ende des 18. Jahrhunderts vervollständigen die Ausstattung.

### Orgel

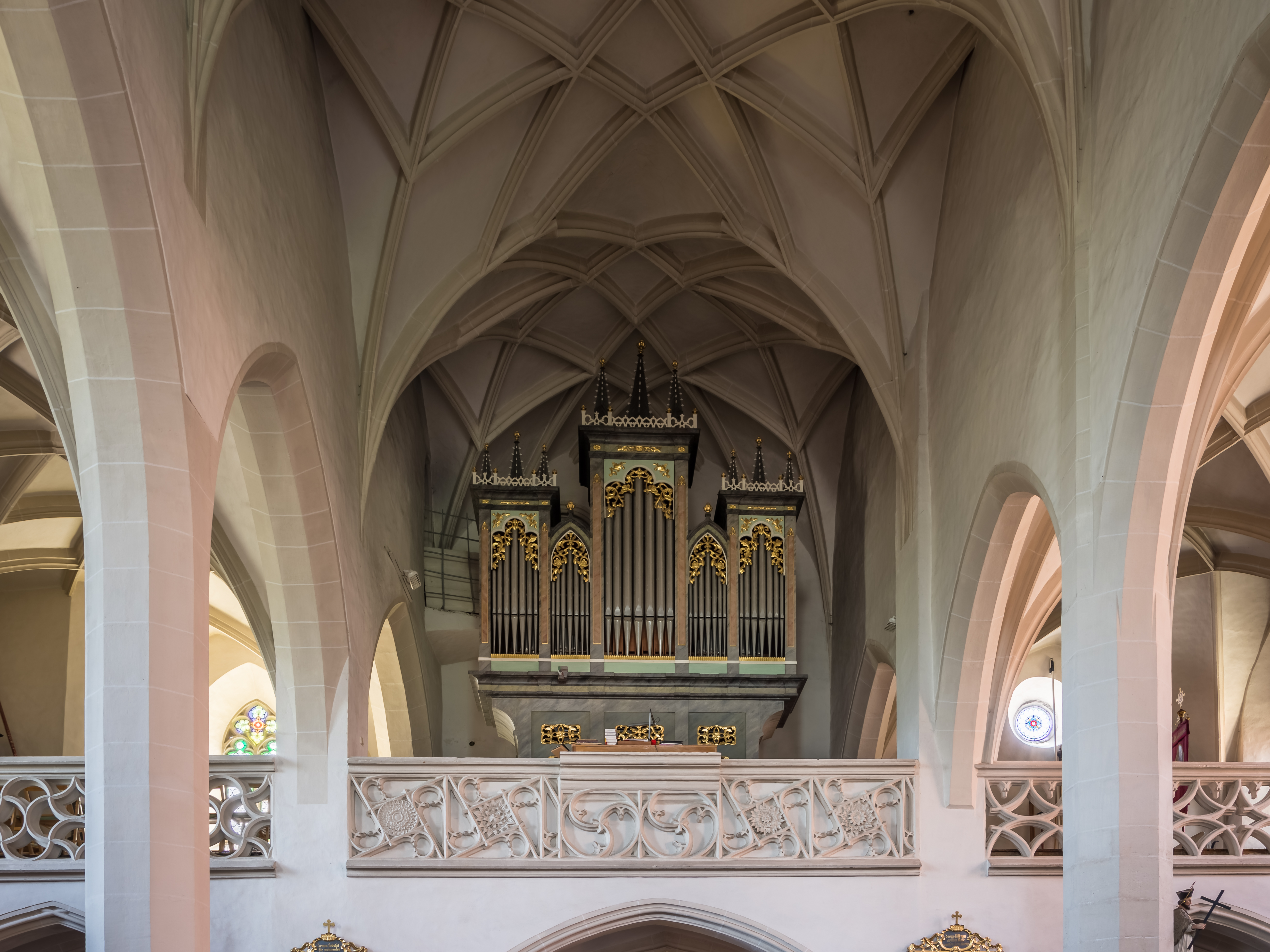
Die Orgel

Die Orgel hat ein neugotisches Gehäuse und wurde im Jahre 1855 von Franz Meinl aus Ybbs geschaffen. Ein Umbau erfolgte im Jahre 1868 und im Jahre 1959 folgte eine Erweiterung durch Philipp Eppel aus Wien. Neben einem neuen Spieltisch wurde der Pedalumfang von 12 auf 30 Töne erweitert, die Zinkpfeifen im Prospekt durch Zinnpfeifen ersetzt und die Disposition geändert.
Aktuelle Disposition:
| I Hauptwerk C-f3 |                 |       |
| 1.               | Prinzipal       | 8′    |
| 2.               | Holzflöte       | 8′    |
| 3.               | Oktave          | 4′    |
| 4.               | Gemshorn        | 4′    |
| 5.               | Blockflöte      | 2′    |
| 6.               | Rauschquinte II | 2 ⁄3' |
| 7.               | Mixtur IV       | 1 ⁄3' |
| 8.               | Krummhorn       | 8′    |

| II Positiv C-f3 |            |       |
| 9.              | Gedackt    | 8'    |
| 10.             | Flauto     | 4'    |
| 11.             | Prinzipal  | 2'    |
| 12.             | Cymbel III | 1 ⁄3' |

| Pedal C-f1 |             |     |
| 13.        | Subbass     | 16′ |
| 14.        | Gedecktbass | 8′  |
| 15.        | Rohrpommer  | 4'  |
| 16.        | Nachthorn   | 2'  |
| 17.        | Posaune     | 16' |

### Glocke
Die Glocke wurde kurz vor seinem Tod im Jahre 1718 von Mathias Prininger aus Krems an der Donau gegossen.